# 青山学院大学大学院理工学研究科・理工学部
青山学院大学理工学部（あおやまがくいんだいがく りこうがくぶ）は、青山学院大学が設置する理工学部。
青山学院大学大学院理工学研究科（あおやまがくいんだいがくだいがくいん りこうがくけんきゅうか）は、青山学院大学が設置する大学院理工学研究科。
本部は相模原キャンパス。

## 概略
青山学院大学理工学部は、1944年に設置された青山学院工業専門学校を起源とし、1946年に青山学院専門学校に機械科・土木建築科が設置された。1965年には廻沢キャンパスを開設し、青山学院大学理工学部（物理学科・化学科・電気電子工学科・機械工学科・経営工学科）が誕生した。
現在、青山学院大学理工学部は、物理科学科、数理サイエンス学科、化学・生命科学科、電気電子工学科、機械創造工学科、経営システム工学科、情報テクノロジー学科の7学科で構成されている。
教育では、全学部共通教育システムの「青山スタンダード」を用意し、理工学部の学生でありながら、学部を超えた豊かな教養やコミュニケーション能力等を身に着けられるように図られている。
「理工学高度実践プログラム」では、大学2年次から自らが興味を持ったテーマを対象に理工学部生が学科の枠を超えて学習・研究に積極的にチャレンジできる企画を用意している。
「理工学国際プログラム」では理工学部生が留学などのグローバル化に対応できるように、英語教育の充実や海外留学のサポートをしている。

## 沿革
- 1944年 - 青山学院工業専門学校を開校。

- 1946年 - 青山学院工業専門学校から青山学院専門学校と改称。青山学院専門学校に英文科・経済科・機械科・土木建築科を設置。

- 1947年 - 海軍工機学校の設備を利用し、青山学院横須賀分校専門部機械科・土木建築科を設立

- 1949年 - 青山学院大学が開学、文学部英米文学科・基督教学科、商学部商学科、工学部機械専修、土木専修を設置。渋谷キャンパス復興で維持困難のため、横須賀分校を閉鎖

- 1950年 - 工学部を関東学院大学へ譲渡

- 1965年 - 廻沢キャンパスを開設。青山学院大学に理工学部（物理学科・化学科・電気電子工学科・機械工学科・経営工学科）を設置

- 1969年 - 大学院理工学研究科修士課程を設置

- 1971年 - 大学院理工学研究科博士課程を設置。廻沢キャンパスを「世田谷キャンパス」に改称

- 1997年 - 理工学部附置先端技術研究開発センター設置

- 2000年 - 理工学部機械工学科・経営工学科を機械創造工学科・経営システム工学科・情報テクノロジー学科に改組

- 2003年 - 厚木キャンパス及び世田谷キャンパスを閉鎖し、新たに「相模原キャンパス」を開設。理工学部附置機器分析センター設置

- 2004年 - 理工学部物理学科・化学科を物理・数理学科、化学・生命化学科に改組。理工学研究科を5専攻から1専攻8コースへ再編

- 2018年 - 理工学部附置先端情報技術研究センターを設置

- 2021年 - 物理・数理学科をより専門性の高い２学科「物理科学科」と「数理サイエンス学科」に改編

## 学部・学科
- 物理科学科

- 数理サイエンス学科

- 化学・生命科学科

- 電気電子工学科

- 機械創造工学科

- 経営システム工学科

- 情報テクノロジー学科

## 大学院
理工学研究科
- 理工学専攻
  - 基礎科学コース
  - 化学コース
  - 機能物質創成コース
  - 生命科学コース
  - 電気電子工学コース
  - 機械創造コース
  - 知能情報コース
  - マネジメントテクノロジーコース

## 附属機関
- 先端技術研究開発センター 「 CAT」（Center for Advanced Technology）

- 先端情報科学研究センター「CAIR」（Center for Advanced information Technology Research)

- 機器分析センター

## 海外提携大学
- チュラーロンコーン大学（タイ・バンコク）

- フェーラム大学（アメリカ・バージニア州フェーラム）

- クィーンズランド工科大学（オーストラリア・クイーンズランド州・ブリスベン）

## 交通アクセス
相模原キャンパス
　〒252-5258　神奈川県相模原市中央区淵野辺5-10-1
- JR横浜線「淵野辺駅」より徒歩約7分